# State of Alert
State of Alert est un groupe de punk hardcore de Washington.

## Histoire
S.O.A. est formé en octobre 1980, après que les membres d'un groupe précédent, les Extorts, perdent leur chanteur Lyle Preslar et engagent Henry Rollins, alors connu sous son nom de naissance Henry Garfield. La formation originale est composée de Rollins (chant), Michael Hampton (guitare), Wendel Blow (basse) et Simon Jacobsen (batterie).
À l'époque, le père de Hanson est un haut amiral de la marine américaine et sa famille partage les quartiers d'habitation avec le vice-président de l'observatoire naval. Le groupe y tient ses répétitions, fréquentant les agents des services secrets.
En décembre 1980 et janvier 1981, le groupe enregistre l'EP de 10 chansons No Policy aux studios Inner Ear à Arlington, en Virginie, produit par Skip Groff et enregistré par le propriétaire d'Inner Ear, Don Zientara. Il sort chez Dischord Records en mars 1981, il est la deuxième sortie du label. No Policy est financé par Henry Garfield, avec l'argent qu'il avait gagné en travaillant comme gérant de magasin de glaces, car Dischord vient de publier le premier EP de Minor Threat.
Vers avril 1981, le batteur Jacobsen est remplacé par Ivor Hanson. 
S.O.A. donne neuf concerts dans l'est des États-Unis :
- 6 décembre 1980 - Washington, D.C.
- 13 décembre 1980 - 1929 Calvert St., Washington, D.C.
- 17 décembre 1980 - Unheard Music Festival, D.C. Space, 7th & Enw., Washington, D.C.
- 18 décembre 1980 - Unheard Music Festival, D.C. Space, 7th & Enw., Washington, D.C.
- 10 janvier 1981 - The 9:30 Club, 930 F Street NW, Washington, D.C.
- 4 avril 1981 - The Wilson Center, Washington, D.C.
- 10 juillet 1981 -  Philadelphia, première partie de Black Flag[3]

Rollins décrira les concerts : « Toutes duraient de 11 à 14 minutes parce que les chansons duraient toutes environ 40 secondes... et le reste du temps, nous disions: "Êtes-vous prêt ? Êtes-vous prêt ?" »
Trois chansons de S.O.A. (I Hate the Kids, reprise des UK Subs Disease et de Boyce and Hart Stepping Stone Party) sont incluses dans la compilation Dischord Flex Your Head, publiée en janvier 1982.
No Policy est inclus, dans son intégralité, sur les compilations Dischord Four Old 7"s on a 12"  (1984) et Dischord 1981: The Year in Seven Inches (1995). En 2014, Dischord publie un EP des premières démos, intitulé First Demo 12/29/80.
Aujourd'hui, S.O.A. est surtout connu comme le premier groupe de Rollins, avant qu'il ne rejoigne Black Flag puis fonde Rollins Band, aussi comme un exemple des premiers groupes du D.C. hardcore et une influence sur d'autres groupes tels que Negative Approach de Detroit et Agnostic Front de New York.
Hampton et Hanson forment ensuite The Faith en 1981 avec Alec MacKaye (frère de Ian MacKaye), puis Embrace avec Ian MacKaye en 1985. En 1986, Hampton rejoint One Last Wish avec Guy Picciotto (Fugazi, Rites of Spring) et Brendan Canty (Deadline, Fugazi, Rites of Spring) et joue également joué dans les Snakes. Passant au rock indépendant, Hampton s'associe de nouveau à Hanson pour former Manifesto en 1988, puis Paco avec des membres d'Ivy. Blow jouera avec Iron Cross et Lethal Intent.

## Discographie
EPs
- Demos, 7" (autoproduction)
- No Policy, EP (1981, Dischord Records)

Compilations
- Flex Your Head (1982, Dischord)
- Dischord 1981: The Year in 7"s (1984)
- 20 Years of Dischord (2002)